# Хеннингс, Бетти
Бетти Хеннингс (дат. Betty Mathilde Hennings; 26 октября 1850 — 27 октября 1939) — датская балерина и театральная актриса

.

## Биография
Бетти Матильда Шнелль родилась в Копенгагене в 1850 году. Она была дочерью портного Стига Йоргена Шнелля и Регины Софи Доротеи Шмидт. 25 июля 1877 году она вышла замуж за композитора Генрика Хеннингса и взяла его фамилию.
Бетти обучалась балетному танцу в Королевском театре Дании у Августа Бурнонвиля. Оценив её талант, он дал ей главную роль Хильды в Et Folkesagn («Народные сказки») и развивал её способности исполнять сольные танцы. Её потенциал заметил также драматург Фредерик Хёдт, который убедил Бетти стать актрисой. Она приняла его предложение, отдав предпочтение более спокойной карьере актрисы, нежели балерины.
Она впервые выступила как актриса, сыграв Агнесу в комедии Мольера «Школа жён». В дальнейшем она стала играть молодых девушек в пьесах Генрика Ибсена, в том числе Нору в «Кукольном доме», Хедвиг в «Дикой утке», главную роль в «Гедде Габлер» и Эллиду в «Женщине с моря». Она играла в пьесах других скандинавских драматургов: Бьёрнсона, Драхмана, Хейберга, а также Офелию и Гертруду в «Гамлете» Шекспира и главную роль в пьесе «Мария Стюарт» Шиллера. В 1889 году впервые выступила в Стокгольме, была известна и за пределами Скандинавии.
В последующей сценической деятельности Бетти продолжала играть в пьесах Ибсена всё более зрелые роли. Одной из её более поздних ролей была Клара в пьесе Густава Вида Skærmydsler.
В 1908 году Бетти по состоянию здоровья оставила театральную сцену. Она была признана первой звездой Королевского театра. Всего она сыграла 170 партий в почти 3 тыс. спектаклей.
Бетти Хеннингс умерла в 1939 году в Кентофте.